# Course en ligne de l'Open de Suède Vårgårda 2017
La 12e édition de la course en ligne de l'Open de Suède Vårgårda a eu lieu le 13 août 2017. Il s'agit de la seizième manche de l'UCI World Tour féminin.

## Parcours
Le circuit est similaire à l'année précédente. Quatre tours urbains sont effectués, puis un grand tour, puis de nouveau cinq tours urbains.

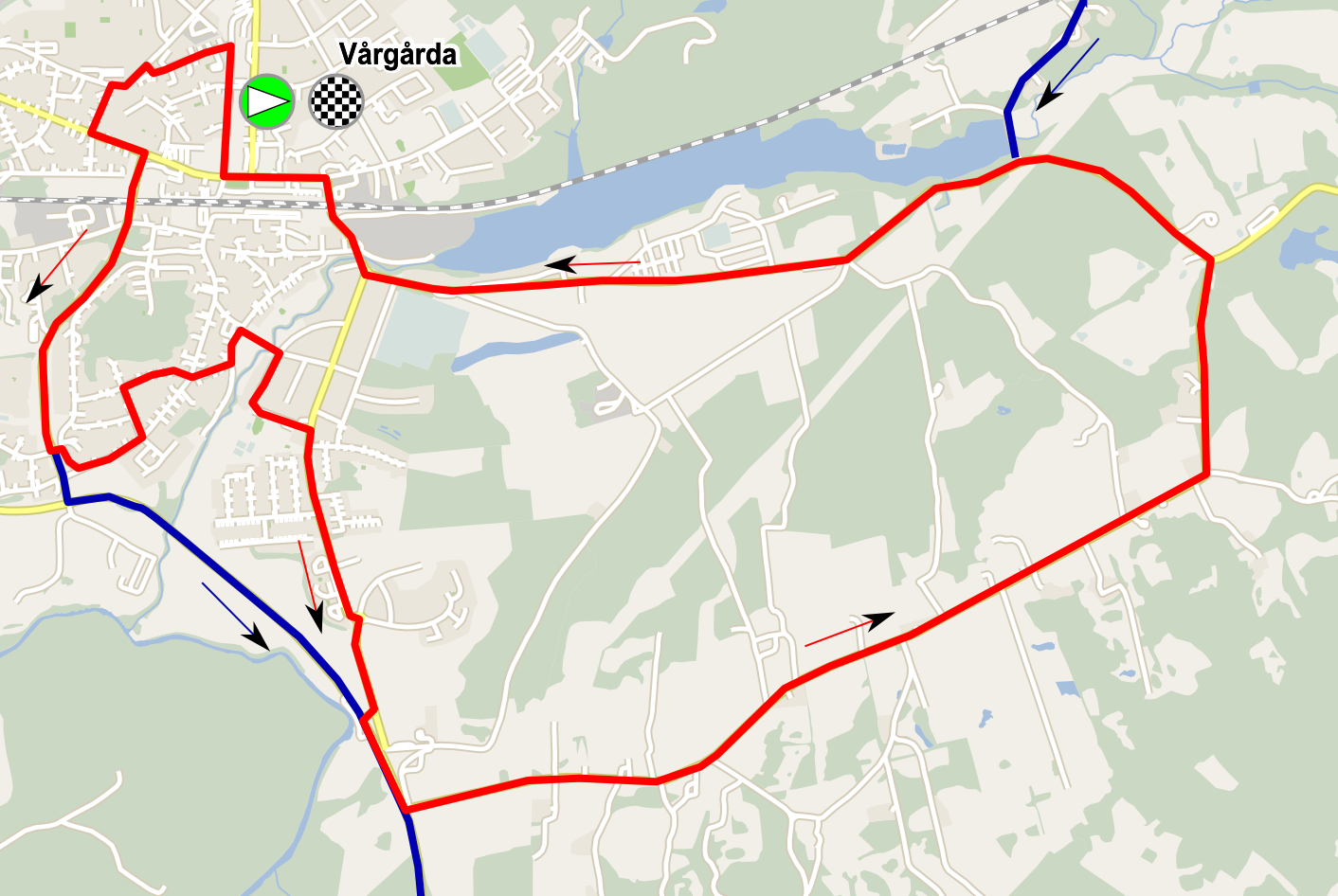
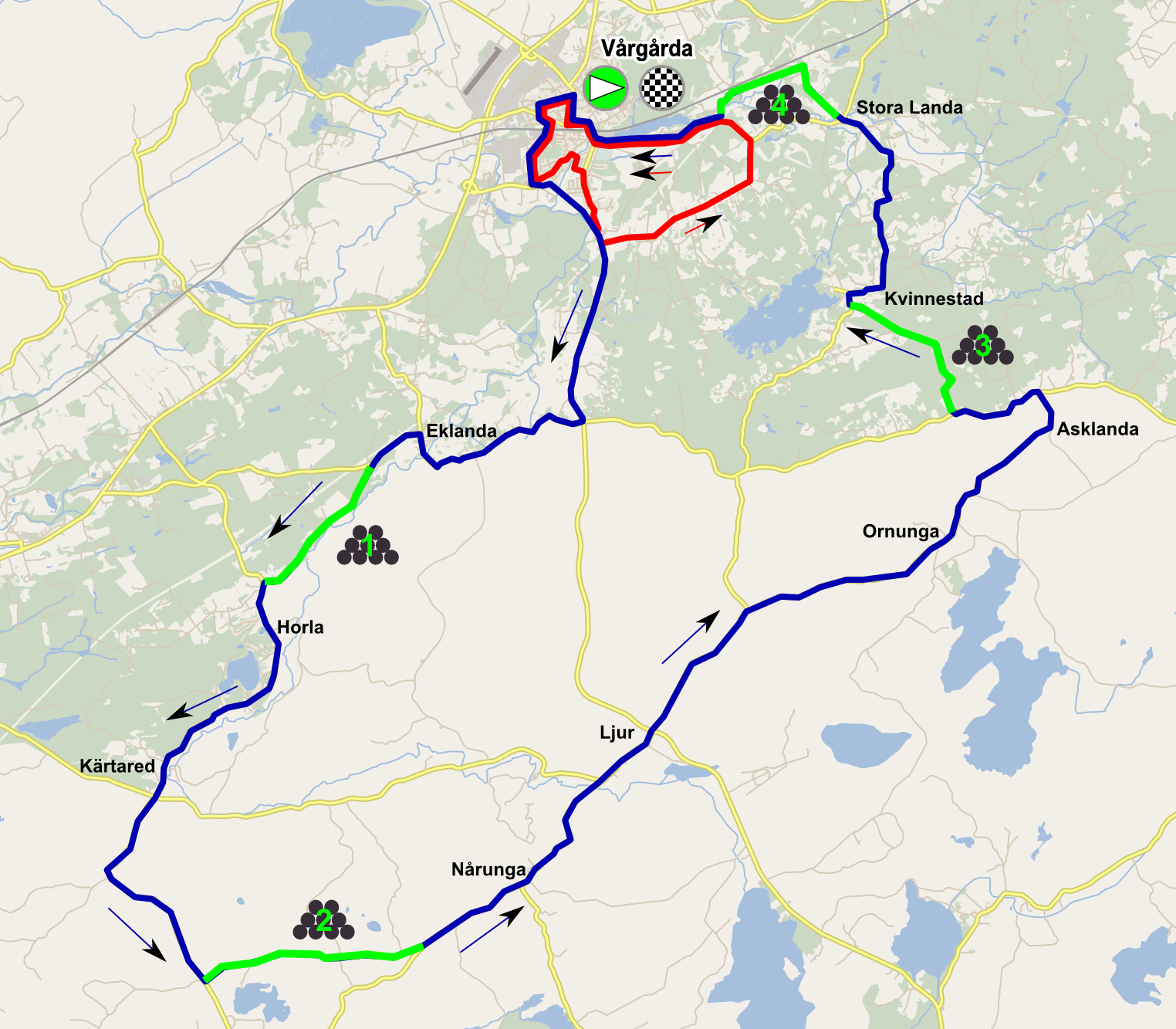

- - Circuit court, 11 km, parcouru 9 fois au total
  - Circuit long, 53 km, parcouru 1 fois
- - Circuit court, 11 km, parcouru 9 fois au total
  - Circuit long, 53 km, parcouru 1 fois

## Récit de la course
Au kilomètre vingt-six, une échappée de onze coureuses de forme. Il s'agit de : Chantal Blaak, Sabrina Stultiens, Giorgia Bronzini, Amanda Spratt, Moniek Tenniglo, Alexis Ryan, Lisa Klein, Romy Kasper, Kim de Baat, Alexandra Nessmar et Grace Brown. Elle arrive au premier secteur pavé avec deux minutes quarante d'avance. Derrière, la poursuite s'organise sous l'impulsion de l'équipe FDJ-Nouvelle Aquitaine suivie par Alé Cipollini, WM3 et Orica-Scott. L'avance de l'échappée se réduit fortement. Sabrina Stultiens, puis Alexandra Nessmar partent seules chacune leur tour. Ensuite, c'est Giorgia Bronzini, Chantal Blaak, Alexis Ryan, Amanda Spratt et Sabrina Stultiens qui forment un nouveau groupe. Au kilomètre cent-douze, le peloton reprend l'échappée. Parmi celles tentant leur chance, on compte : Elizabeth Deignan, Janneke Ensing, Christine Majerus, Danielle King et Amy Pieters. Cette dernière parvient à avoir quelques mètres d'avance. Au kilomètre cent trente-cinq, ce sont Katarzyna Niewiadoma, Ashleigh Moolman et Ellen van Dijk qui se portent à l'avant. Elles sont cependant rapidement reprises. Anna van der Breggen et Amanda Spratt attaquent ensuite, mais sans plus de succès. L'épreuve se conclut par un sprint. Lotta Lepistö s'impose devant Marianne Vos et Leah Kirchmann.

## Équipes
| Équipes féminines professionnelles (20)- Alé Cipollini Galassia - BePink Cogeas - Boels Dolmans - BTC City Ljubljana - Canyon-SRAM - Cervélo Bigla - Cylance Pro Cycling - Drops - FDJ-Nouvelle Aquitaine-Futuroscope - Hitec Products - Lares-Waowdeals Women Cycling Team - Lensworld-Kuota - Lotto Soudal - Orica-Scott - Servetto Giusta - Sport Vlaanderen-Etixx - Sunweb - VéloCONCEPT Women - Wiggle High5 - WM3 Pro Cycling Équipes nationales (3)- Australie - Norvège - Suède |
| |

## Classements

### Classement final
| \| Classement général \| Classement général \| Classement général \| Classement général \| Classement général \| \| Coureuse \| Coureuse \| Pays \| Équipe \| Temps \| \| ------------------ \| ------------------------- \| ------------------ \| ------------------ \| ------------------ \| \| 1re \| Lotta Lepistö \| Finlande \| Cervélo Bigla \| 3 h 29 min 54 s \| \| 2e \| Marianne Vos \| Pays-Bas \| WM3 \| + 0 s \| \| 3e \| Leah Kirchmann \| Canada \| Sunweb \| + 0 s \| \| 4e \| Christine Majerus \| Luxembourg \| Boels Dolmans \| + 0 s \| \| 5e \| Ellen van Dijk \| Pays-Bas \| Sunweb \| + 0 s \| \| 6e \| Chloe Hosking \| Australie \| Alé Cipollini \| + 0 s \| \| 7e \| Marta Bastianelli \| Italie \| Alé Cipollini \| + 0 s \| \| 8e \| Emilia Fahlin \| Suède \| Wiggle High5 \| + 0 s \| \| 9e \| Maria Giulia Confalonieri \| Italie \| Lensworld-Kuota \| + 0 s \| \| 10e \| Kirsten Wild \| Pays-Bas \| Cylance \| + 0 s \| |                           |            |                 |                 |
| |                           |            |                 |                 |
| Source : ProCyclingStats |                           |            |                 |                 |
| Classement général |                           |            |                 |                 |
| Coureuse | Coureuse                  | Pays       | Équipe          | Temps           |
| 1re | Lotta Lepistö             | Finlande   | Cervélo Bigla   | 3 h 29 min 54 s |
| 2e | Marianne Vos              | Pays-Bas   | WM3             | + 0 s           |
| 3e | Leah Kirchmann            | Canada     | Sunweb          | + 0 s           |
| 4e | Christine Majerus         | Luxembourg | Boels Dolmans   | + 0 s           |
| 5e | Ellen van Dijk            | Pays-Bas   | Sunweb          | + 0 s           |
| 6e | Chloe Hosking             | Australie  | Alé Cipollini   | + 0 s           |
| 7e | Marta Bastianelli         | Italie     | Alé Cipollini   | + 0 s           |
| 8e | Emilia Fahlin             | Suède      | Wiggle High5    | + 0 s           |
| 9e | Maria Giulia Confalonieri | Italie     | Lensworld-Kuota | + 0 s           |
| 10e | Kirsten Wild              | Pays-Bas   | Cylance         | + 0 s           |

### UCI World Tour
| Position,          | 1er | 2e  | 3e | 4e | 5e | 6e | 7e | 8e | 9e | 10e | 11e | 12e | 13e | 14e | 15e | 16e | 17e | 18e | 19e | 20e |
| Classement général | 120 | 100 | 85 | 70 | 60 | 50 | 40 | 35 | 30 | 25  | 20  | 18  | 16  | 14  | 12  | 10  | 8   | 6   | 4   | 2   |

## Liste des participantes
| Légende | Légende                                                                    | Légende | Légende                                                    |
| ------- | -------------------------------------------------------------------------- | ------- | ---------------------------------------------------------- |
| Num     | Dossard de départ porté par le coureur sur cet Open de Suède Vårgårda      | Pos     | Position à l'arrivée de la course                          |
|         | Indique un maillot de champion national ou mondial, suivi de sa spécialité | NP      | Indique un coureur qui n'a pas pris le départ de la course |
| AB      | Indique un coureur qui n'a pas terminé la course                           | HD      | Indique un coureur qui a terminé la course hors des délais |

| Wiggle High5 WHT                        | Wiggle High5 WHT             | Wiggle High5 WHT |
| --------------------------------------- | ---------------------------- | ---------------- |
| Num                                     | Coureur                      | Pos              |
| 1                                       | Emilia Fahlin (SWE)          | 8e               |
| 2                                       | Giorgia Bronzini (ITA)       | 59e              |
| 3                                       | Audrey Cordon (FRA)          | 40e              |
| 4                                       | Jolien D'Hoore (BEL) (route) | 39e              |
| 5                                       | Annette Edmondson (AUS)      | 97e              |
| 6                                       | Julie Leth (DEN)             | AB               |
| Directeur sportif : Donna Rae-Szalinski |                              |                  |

| Boels Dolmans DLT              | Boels Dolmans DLT               | Boels Dolmans DLT |
| ------------------------------ | ------------------------------- | ----------------- |
| Num                            | Coureur                         | Pos               |
| 11                             | Anna van der Breggen (NED)      | 19e               |
| 12                             | Elizabeth Deignan (GBR)         | 35e               |
| 13                             | Chantal Blaak (NED) (route)     | 34e               |
| 14                             | Amy Pieters (NED)               | 38e               |
| 15                             | Christine Majerus (LUX) (route) | 4e                |
| 16                             | Megan Guarnier (USA)            | 15e               |
| Directeur sportif : Danny Stam |                                 |                   |

| WM3                                   | WM3                        | WM3  |
| ------------------------------------- | -------------------------- | ---- |
| Num                                   | Coureur                    | Pos  |
| 21                                    | Anouska Koster (NED)       | 41e  |
| 22                                    | Marianne Vos (NED) (route) | 2e   |
| 23                                    | Moniek Tenniglo (NED)      | 88e  |
| 24                                    | Anna Plichta (POL)         | 99e  |
| 25                                    | Katarzyna Niewiadoma (POL) | 13e  |
| 26                                    | Riejanne Markus (NED)      | 103e |
| Directeur sportif : Jeroen Blijlevens |                            |      |

| Orica-Scott ORS                | Orica-Scott ORS        | Orica-Scott ORS |
| ------------------------------ | ---------------------- | --------------- |
| Num                            | Coureur                | Pos             |
| 31                             | Georgia Williams (NZL) | 57e             |
| 32                             | Amanda Spratt (AUS)    | 33e             |
| 33                             | Sarah Roy (AUS)        | 17e             |
| 34                             | Gracie Elvin (AUS)     | 32e             |
| 35                             | Jessica Allen (AUS)    | AB              |
| 36                             | Alexandra Manly (AUS)  | 94e             |
| Directeur sportif : Gene Bates |                        |                 |

| Sunweb SUN                          | Sunweb SUN              | Sunweb SUN |
| ----------------------------------- | ----------------------- | ---------- |
| Num                                 | Coureur                 | Pos        |
| 41                                  | Lucinda Brand (NED)     | NP         |
| 42                                  | Leah Kirchmann (CAN)    | 3e         |
| 43                                  | Floortje Mackaij (NED)  | 16e        |
| 44                                  | Liane Lippert (GER)     | 73e        |
| 45                                  | Sabrina Stultiens (NED) | 58e        |
| 46                                  | Ellen van Dijk (NED)    | 5e         |
| Directeur sportif : Hans Timmermans |                         |            |

| Cervélo Bigla CBT                  | Cervélo Bigla CBT               | Cervélo Bigla CBT |
| ---------------------------------- | ------------------------------- | ----------------- |
| Num                                | Coureur                         | Pos               |
| 51                                 | Cecilie Uttrup Ludwig (DEN)     | 26e               |
| 52                                 | Ashleigh Moolman (RSA)          | 25e               |
| 53                                 | Lotta Lepistö (FIN) (route)     | 1re               |
| 54                                 | Lisa Klein (GER) (route)        | 30e               |
| 55                                 | Clara Koppenburg (GER)          | 65e               |
| 56                                 | Nicole Hanselmann (SUI) (route) | 69e               |
| Directeur sportif : Thomas Campana |                                 |                   |

| Canyon-SRAM Racing LPR           | Canyon-SRAM Racing LPR | Canyon-SRAM Racing LPR |
| -------------------------------- | ---------------------- | ---------------------- |
| Num                              | Coureur                | Pos                    |
| 61                               | Hannah Barnes (GBR)    | 11e                    |
| 62                               | Lisa Brennauer (GER)   | 20e                    |
| 63                               | Elena Cecchini (ITA )  | 14e                    |
| 64                               | Mieke Kröger (GER)     | 85e                    |
| 65                               | Alexis Ryan (USA )     | 37e                    |
| 66                               | Trixi Worrack (GER)    | 36e                    |
| Directeur sportif : Barry Austin |                        |                        |

| FDJ-Nouvelle Aquitaine-Futuroscope FUT | FDJ-Nouvelle Aquitaine-Futuroscope FUT | FDJ-Nouvelle Aquitaine-Futuroscope FUT |
| -------------------------------------- | -------------------------------------- | -------------------------------------- |
| Num                                    | Coureur                                | Pos                                    |
| 71                                     | Shara Gillow (AUS)                     | 50e                                    |
| 72                                     | Roxane Knetemann (NED)                 | 29e                                    |
| 73                                     | Aude Biannic (FRA)                     | 23e                                    |
| 74                                     | Séverine Eraud (FRA)                   | 86e                                    |
| 75                                     | Eugénie Duval (FRA)                    | 83e                                    |
| 76                                     | Coralie Demay (FRA)                    | AB                                     |
| Directeur sportif : Nicolas Marche     |                                        |                                        |

| Cylance CPC                        | Cylance CPC                         | Cylance CPC |
| ---------------------------------- | ----------------------------------- | ----------- |
| Num                                | Coureur                             | Pos         |
| 81                                 | Kirsten Wild (NED )                 | 10e         |
| 82                                 | Sheyla Gutierrez Ruiz (ESP) (route) | AB          |
| 83                                 | Rossella Ratto (ITA )               | 46e         |
| 84                                 | Danielle King (GBR )                | 24e         |
| 85                                 | Małgorzata Jasińska (POL )          | AB          |
| 86                                 | Marta Tagliaferro (ITA )            | AB          |
| Directeur sportif : Manel Lacambra |                                     |             |

| Alé Cipollini ALE                       | Alé Cipollini ALE       | Alé Cipollini ALE |
| --------------------------------------- | ----------------------- | ----------------- |
| Num                                     | Coureur                 | Pos               |
| 91                                      | Marta Bastianelli (ITA) | 7e                |
| 92                                      | Chloe Hosking (AUS)     | 6e                |
| 93                                      | Romy Kasper (GER)       | 76e               |
| 94                                      | Janneke Ensing (NED)    | 31e               |
| 95                                      | Soraya Paladin (ITA)    | 42e               |
| 96                                      | Anna Trevisi (ITA)      | 72e               |
| Directeur sportif : Fortunato Lacquanti |                         |                   |

| Drops DRP                      | Drops DRP                | Drops DRP |
| ------------------------------ | ------------------------ | --------- |
| Num                            | Coureur                  | Pos       |
| 101                            | Alice Barnes (GBR)       | AB        |
| 102                            | Elizabeth Holden (GBR)   | 48e       |
| 103                            | Abby-Mae Parkinson (GBR) | 45e       |
| 104                            | Hannah Payton (GBR)      | 100e      |
| 105                            | Anna Christian (GBR)     | AB        |
| 106                            | Abigail van Twisk (GBR)  | 95e       |
| Directeur sportif : Bob Varney |                          |           |

| Véloconcept TVW                        | Véloconcept TVW          | Véloconcept TVW |
| -------------------------------------- | ------------------------ | --------------- |
| Num                                    | Coureur                  | Pos             |
| 111                                    | Linda Villumsen (NZL)    | 52e             |
| 112                                    | Pernille Mathiesen (DEN) | 91e             |
| 113                                    | Sara Penton (SWE)        | 51e             |
| 114                                    | Christina Siggaard (DEN) | 107e            |
| 115                                    | Sara Mustonen (SWE)      | 105e            |
| Directeur sportif : Handberg Madsen Bo |                          |                 |

| Lensworld-Kuota LZE                     | Lensworld-Kuota LZE             | Lensworld-Kuota LZE |
| --------------------------------------- | ------------------------------- | ------------------- |
| Num                                     | Coureur                         | Pos                 |
| 121                                     | Maria Giulia Confalonieri (ITA) | 9e                  |
| 122                                     | Annalisa Cucinotta (ITA)        | 102e                |
| 123                                     | Tetyana Riabchenko (UKR)        | 54e                 |
| 124                                     | Nathalie Verschelden (BEL)      | 90e                 |
| 124                                     | Kim de Baat (BEL)               | 79e                 |
| Directeur sportif : Heidi Van De Vijver |                                 |                     |

| BTC City Ljubljana BTC           | BTC City Ljubljana BTC         | BTC City Ljubljana BTC |
| -------------------------------- | ------------------------------ | ---------------------- |
| Num                              | Coureur                        | Pos                    |
| 131                              | Eugenia Bujak (POL)            | 18e                    |
| 132                              | Hanna Nilsson (SWE)            | 28e                    |
| 133                              | Corinna Lechner (GER)          | 75e                    |
| 134                              | Anna Zita Maria Stricker (ITA) | 98e                    |
| 135                              | Polona Batagelj (SLO) (route)  | 27e                    |
| 136                              | Ursa Pintar (SLO)              | AB                     |
| Directeur sportif : Gorazd Penko |                                |                        |

| Hitec Products HPU            | Hitec Products HPU      | Hitec Products HPU |
| ----------------------------- | ----------------------- | ------------------ |
| Num                           | Coureur                 | Pos                |
| 141                           | Charlotte Becker ( GER) | AB                 |
| 142                           | Katrine Aalerud ( NOR)  | 108e               |
| 143                           | Thea Thorsen ( NOR)     | AB                 |
| 144                           | Nina Kessler ( NED)     | 22e                |
| 145                           | Simona Frapporti (ITA)  | 96e                |
| 146                           | Susanne Andersen ( NOR) | 12e                |
| Directeur sportif : Karl Lima |                         |                    |

| Lotto Soudal LBL                     | Lotto Soudal LBL         | Lotto Soudal LBL |
| ------------------------------------ | ------------------------ | ---------------- |
| Num                                  | Coureur                  | Pos              |
| 151                                  | Élise Delzenne (FRA)     | AB               |
| 152                                  | Annelies Dom (BEL)       | 78e              |
| 153                                  | Isabelle Beckers (BEL)   | AB               |
| 154                                  | Julie van de Velde (BEL) | 106e             |
| 155                                  | Trine Schmidt (DEN)      | 92e              |
| 156                                  | Chantal Hoffmann (LUX)   | 80e              |
| Directeur sportif : Liesbet de Vocht |                          |                  |

| Bepink BPK                        | Bepink BPK              | Bepink BPK |
| --------------------------------- | ----------------------- | ---------- |
| Num                               | Coureur                 | Pos        |
| 161                               | Olga Zabelinskaya (RUS) | 53e        |
| 162                               | Silvia Valsecchi (ITA)  | AB         |
| 163                               | Ilaria Sanguineti (ITA) | 93e        |
| 164                               | Alison Jackson (CAN)    | 21e        |
| 165                               | Francesca Pattaro (ITA) | 101e       |
| 166                               | Katia Ragusa (ITA)      | AB         |
| Directeur sportif : Sigrid Corneo |                         |            |

| Servetto Giusta SER               | Servetto Giusta SER      | Servetto Giusta SER |
| --------------------------------- | ------------------------ | ------------------- |
| Num                               | Coureur                  | Pos                 |
| 171                               | Anna Potokina (RUS)      | 55e                 |
| 172                               | Kseniia Dobrynina (RUS)  | 61e                 |
| 173                               | Ana Sanabria (COL)       | 104e                |
| 174                               | Antri Christoforou (CYP) | AB                  |
| 175                               | Alice Gasparini (ITA)    | AB                  |
| 176                               | Jennifer Cesar (VEN)     | AB                  |
| Directeur sportif : Dario Rossino |                          |                     |

| Lares-Waowdeals LWW             | Lares-Waowdeals LWW         | Lares-Waowdeals LWW |
| ------------------------------- | --------------------------- | ------------------- |
| Num                             | Coureur                     | Pos                 |
| 181                             | Bryony van Velzen (NED)     | AB                  |
| 182                             | Monique van de Ree (NED)    | 87e                 |
| 183                             | Sarah Inghelbrecht (BEL)    | AB                  |
| 184                             | Daniela Reis (POR)          | 64e                 |
| 185                             | Amélie Rivat (FRA)          | AB                  |
| 186                             | Saartje Vandenbroucke (BEL) | 89e                 |
| Directeur sportif : Marc Bracke |                             |                     |

| Vlaanderen-Etixx SVE             | Vlaanderen-Etixx SVE      | Vlaanderen-Etixx SVE |
| -------------------------------- | ------------------------- | -------------------- |
| Num                              | Coureur                   | Pos                  |
| 191                              | Kelly Druyts (BEL)        | 70e                  |
| 192                              | Jessy Druyts (BEL)        | 66e                  |
| 193                              | Demmy Druyts (BEL)        | 68e                  |
| 194                              | Nathalie Bex (BEL)        | 71e                  |
| 195                              | Valerie Demey (BEL)       | 62e                  |
| 196                              | Kelly van den Steen (BEL) | 67e                  |
| Directeur sportif : Davy Wijnant |                           |                      |

| Sélection nationale suédoise      | Sélection nationale suédoise | Sélection nationale suédoise |
| --------------------------------- | ---------------------------- | ---------------------------- |
| Num                               | Coureur                      | Pos                          |
| 201                               | Julia Karlsson (SWE)         | 74e                          |
| 202                               | Ida Erngren (SWE)            | 77e                          |
| 203                               | Frida Knutsson (SWE)         | AB                           |
| 204                               | Alexandra Nessmar (SWE)      | 63e                          |
| 205                               | Sara Olsson (SWE)            | 49e                          |
| 206                               | Emmy Thelberg (SWE)          | AB                           |
| Directeur sportif : Lucas Persson |                              |                              |

| Sélection nationale australienne  | Sélection nationale australienne | Sélection nationale australienne |
| --------------------------------- | -------------------------------- | -------------------------------- |
| Num                               | Coureur                          | Pos                              |
| 211                               | Lisen Hockings (AUS)             | 82e                              |
| 212                               | Lucy Kennedy (AUS)               | 56e                              |
| 213                               | Shannon Malseed (AUS)            | 84e                              |
| 214                               | Grace Brown (AUS)                | 81e                              |
| 215                               | Louisa Lobings (AUS)             | AB                               |
| 216                               | Jessica Pratt (AUS)              | 44e                              |
| Directeur sportif : Martin Barras |                                  |                                  |

| Sélection nationale norvégienne       | Sélection nationale norvégienne | Sélection nationale norvégienne |
| ------------------------------------- | ------------------------------- | ------------------------------- |
| Num                                   | Coureur                         | Pos                             |
| 221                                   | Ingrid Moe (NOR)                | AB                              |
| 222                                   | Stine Borgli (NOR)              | 43e                             |
| 223                                   | Malin Eriksen (NOR)             | AB                              |
| 224                                   | Line Marie Gulliksen (NOR)      | AB                              |
| 225                                   | Julie Solvang (NOR)             | 60e                             |
| 226                                   | Ingrid Lorvik (NOR)             | 47e                             |
| Directeur sportif : Andreas Hellström |                                 |                                 |

Source.

### Primes
L'épreuve attribue les primes suivantes :
| Position | 1er     | 2e    | 3e    | 4e    | 5e    | 6e    | 7e    | 8e    | 9e    | 10e   |
| Prix     | 1 128 € | 846 € | 564 € | 338 € | 282 € | 254 € | 255 € | 198 € | 169 € | 141 € |

Les places allant de onze à quinze donnent 113 € et celles de seize à vingt 84 €.